# Aides aux grandes cultures dans le cadre de la PAC
Dans le cadre de la politique agricole commune, des aides aux grandes cultures ont été instaurées à l'occasion de la réforme de 1992 qui visait à aligner sur les cours mondiaux les prix du marché européen, jusqu'alors garantis à un niveau plus élevé.
Le principe de la réforme a consisté à verser aux agriculteurs des « montants compensatoires » visant à leur niveau de revenu en contrepartie des mesures visant à réduire les excédents engendrés par la PAC précédemment, à savoir réduction du niveau des prix garantis jusqu'à les aligner progressivement sur les cours mondiaux, et gel partiel des terres (instauration de la jachère imposée).
Ces mesures s'appliquaient aux grandes cultures arables, c'est-à-dire les céréales (blé, maïs, seigle, orge, avoine, etc.), les oléagineux (soja, tournesol, colza, etc.), les protéagineux (pois, fèves et féveroles, lupin) et le lin (sauf les fibres de lin).
Les montants compensatoires s'appliquaient en fonction de la surface cultivée indépendamment du niveau de production réelle. Le calcul des primes à l'hectare a été décentralisée au niveau des États et à l'intérieur de ceux-ci au niveau des régions, en distinguant les grands groupes de cultures. Le cas du maïs, qui a des rendements nettement supérieurs, pouvait être traité séparément en distinguant le cas échéant les cultures en sec et en irrigué. Des traitements particuliers étaient également prévus pour certains cas comme les régions nordiques (au nord du 62e parallèle) et la production traditionnelle de blé dur en région méditerranéenne.
Ce système d'aides à l'hectare a été abrogé par la réforme de la PAC de 2003 qui a instauré une aide unique à l'exploitation et le découplage entre le montant de l'aide et la production, assortie de diverses conditions (respect des bonnes pratiques agricoles, écoconditionnalité). Cette réforme a été mise en œuvre progressivement en 2005 et 2006. Toutefois les États membres ont la possibilité de maintenir des aides directes à l'hectare (à hauteur de 25 % du total) pour les grandes cultures jusqu'en 2012.